# Чермна у Шлеској
Чермна у Шлеској (чеш. Čermná ve Slezsku) је насељено мјесто са административним статусом сеоске општине (чеш. obec) у округу Опава, у Моравско-Шлеском крају, Чешка Република.

## Становништво
Према подацима о броју становника из 2014. године насеље је имало 382 становника.